# Franciszek Rembieliński
Franciszek Rembieliński herbu Lubicz – wojski większy chełmski w latach 1781–1785, wiceregens grodzki krasnostawski w 1778 roku, wojski mniejszy krasnostawski w latach 1775–1781.
Był deputatem z ziemi chełmskiej województwa ruskiego na Trybunał Główny Koronny w 1782 roku.